# Teorie rozdělování důchodů
Teorie rozdělování se zabývá rozdělováním důchodů a bohatství ve společnosti. Je vyústěním teorie formování cen na trzích výrobních faktorů. Ceny výrobních faktorů určují výši důchodu jednotlivých domácností a ceny výrobních faktorů jsou odvozeny od velikosti mezních fyzických produktů výrobních faktorů. Rozdělení důchodů domácnostem tedy odpovídá poměru mezních produktivit práce, půdy a kapitálu v měřítku celé společnosti.

## Typy
- Prvotním rozdělení důchodů - rozdělení důchodů mezi domácnosti na základě tržního mechanismu.
- Konečným rozdělení důchodů - přerozdělení důchodů mezi jednotlivé domácnosti, tak aby byl dodržen princip spravedlnosti. Přerozdělení obvykle zajišťuje stát formou transferových plateb domácnostem s nízkými důchody. Zdroje na vyplácení transferových plateb stát získává pomocí daní od domácností.

## Účinky přerozdělování
1. vznikají administrativní náklady a tak se snižuje velikost disponibilního důchodu
2. přerozdělování často oslabuje podněty k práci a podnikání (domácnosti volí raději transfery než práci)
3. přerozdělování může ovšem také vést k růstu konkurence na trhu práce např. v důsledku rekvalifikací
4. vysoké daňové zatížení vede ke snížení sklonu k úsporám a ke zvýšení sklonu ke spotřebě atd.

## Skladba důchodů
Důchod je celkové množství peněz, které člověk nebo domácnost obdrží během určitého časového období. 

### Nerovnosti v důchodech
Nerovnosti v důchodech mezi jednotlivými domácnostmi odpovídají nerovnostem ve vlastnictví výrobních faktorů. Existují dvě základní nerovnosti: 
- nerovnost v pracovních důchodech,
- nerovnost ve vlastnických důchodech.

#### Nerovnost v pracovních důchodech
Ovlivňují jí zejména rozdíly ve fyzických a duševních schopnostech a dovednostech lidí, rozdíly ve vynaloženém úsilí člověka (intenzita práce), rozdíly v délce přípravy na práci, rozdíly ve vzdělání a také pracovní diskriminace.

#### Nerovnost ve vlastnických důchodech
Je založena zejména na rozdílném množství kapitálu a půdy ve vlastnictví domácností. Majetek domácnosti získávají dědictvím, úsporami z pracovních a nepracovních důchodů a podnikáním (ochotou podstupovat riziko).